# Farhud

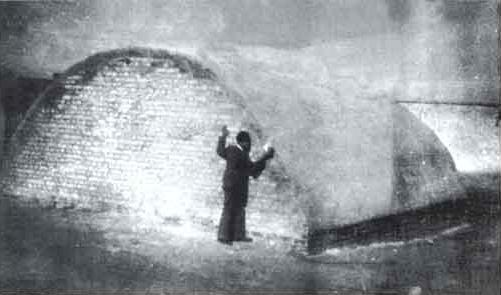
Un monument ridicat deasupra unui mormânt comun al unor evrei ucişi în Farhud în cartierul Haraj al Nahda din Bagdad. Fotografie din 1946. Ulterior el a fost dărâmat și în locul său a fost construit un edificiu

Farhud (Al Farhud, în arabă: الفرهود „jaf violent”) a fost un pogrom împotriva populației evreiești din Bagdad care avut loc la 1-2 iunie 1941, în timpul sărbătorii mozaice de Shavuot.     
Tulburările împotriva evreilor au izbucnit pe fondul unui vacuum de putere după căderea guvernului pro-nazist de sub conducerea lui Rashid Ali pașa al Kiliani, când capitala Irakului se afla într-o stare de instabilitate. Regentul Irakului revenise deja în mod discret în capitală. Dar forțele britanice și transiordaniene încă nu au intrat în oraș. În pogrom au fost uciși cel puțin 179 evrei , iar 2118 au fost răniți. Cel puțin 242 copii au rămas orfani. Au fost jefuite mii si mii de magazine și alte proprietăți ale evreilor, iar 900 case de evrei au fost distruse.În cursul intervenției tardive a armatei britanice pentru oprirea tulburărilor au fost omorâți între câteva zeci și câteva sute dintre pogromiștii musulmani și de alte credințe.     
Farhud-ul a fost supranumit uneori „pogromul uitat al Holocaustului” și „începutul sfârșitului comunității evreiești din Irak”, obște care a trăit în acele locuri de peste 2,000 de ani.
Acest eveniment a influențat și în anii următori starea de spirit în rândurile evreilor din Irak, care ulterior au emigrat în Israel în număr de 110,000 până în anul 1951. 